# Coleophora cretensis
Coleophora cretensis é uma espécie de mariposa do gênero Coleophora pertencente à família Coleophoridae.